# Z Tango jest nas troje
Z Tango jest nas troje – opowiadanie dla dzieci napisane przez Petera Parnella i Justina Richardsona z ilustracjami Henry'ego Cole'a. Fabuła oparta jest na autentycznej historii Roya i Silo, dwóch samców pingwinów z Central Park Zoo w Nowym Jorku. Tworzyli oni przez 6 lat związek homoseksualny, po czym podrzucono im jajo do wysiadywania. Książka opowiada o tej części ich życia.
Książka zdobyła wiele nagród, ale również wielokrotnie ulegała cenzurze i była powodem debat wojny kulturalnej dotyczących małżeństw osób tej samej płci, adopcji w rodzinach homoseksualnych i homoseksualizmu u zwierząt. Stowarzyszenie Bibliotek Amerykańskich uznało Z Tango jest nas troje za najczęściej kwestionowaną książkę roku 2006, 2007 i 2008.
Książka ukazała się w Polsce we wrześniu 2009 roku nadkładem wydawnictwa Adpublik. Już przed pojawieniem się w sprzedaży wzbudziła wiele dyskusji.

## Fabuła utworu
Treść historii oparta jest na prawdziwych wydarzeniach z życia pingwinów, Roya i Silo z Central Park Zoo w Nowym Jorku, które przez 6 lat tworzyły parę. Książka opisuje część tego okresu ich życia. Parę obserwowano, jak próbowała wysiedzieć kamień przypominający jajo. Kiedy obsługa zoo zdała sobie sprawę, że oba pingwiny są samcami, przyszło im do głowy, aby dać im jajo do wysiedzenia. Jajo zostało pozyskane od młodej pary pingwinów, która nie była w stanie jednocześnie wysiadywać dwóch jaj. Roy i Silo wychowali jako rodzina zdrowe dziecko, samicę, którą nazwano Tango.